# Kongō (couraçado)
O Kongō (金剛) foi um navio de guerra operado pela Marinha Imperial Japonesa e a primeira embarcação da Classe Kongō, seguido pelo Hiei, Kirishima e Haruna. Sua construção começou em janeiro de 1911, na Vickers Shipbuilding Company, como um cruzador de batalha. Foi lançado ao mar em maio de 1912, sendo comissionado na frota japonesa em agosto de 1913. Era armado com uma bateria principal de oito canhões de 356 milímetros, possuía inicialmente um deslocamento de mais de 27 mil toneladas e conseguia alcançar uma velocidade máxima de 27 nós.
O navio passou seus primeiros anos patrulhando as águas perto da China, durante a Primeira Guerra Mundial. O Kongō pouco fez na década seguinte. Depois disso a embarcação passou por duas grandes reconstruções, a primeira de 1929 até 1931 e a segunda de 1935 a 1937, nas quais sua blindagem foi reforçada, sua superestrutura reconstruída, seus maquinários substituídos e seus armamentos incrementados com uma defesa antiaérea, entre outras modificações. Estas várias alterações fizeram a Marinha Imperial Japonesa reclassificar o navio como um couraçado.
O Kongō operou perto da costa chinesa na Segunda Guerra Sino-Japonesa e depois teve uma carreira muito ativa durante a Segunda Guerra Mundial. Ele participou das batalhas de Midway e Guadalcanal, em 1942, enquanto no ano seguinte movimentou-se entre diversas bases e fez surtidas em resposta a ataques de porta-aviões norte-americanos. Em 1944, o navio lutou nas batalhas do Mar das Filipinas e do Golfo de Leyte. O Kongō foi afundado em 21 de novembro de 1944, enquanto atravessava o Estreito de Formosa, depois de ser torpedeado pelo submarino USS Sealion.

## Características

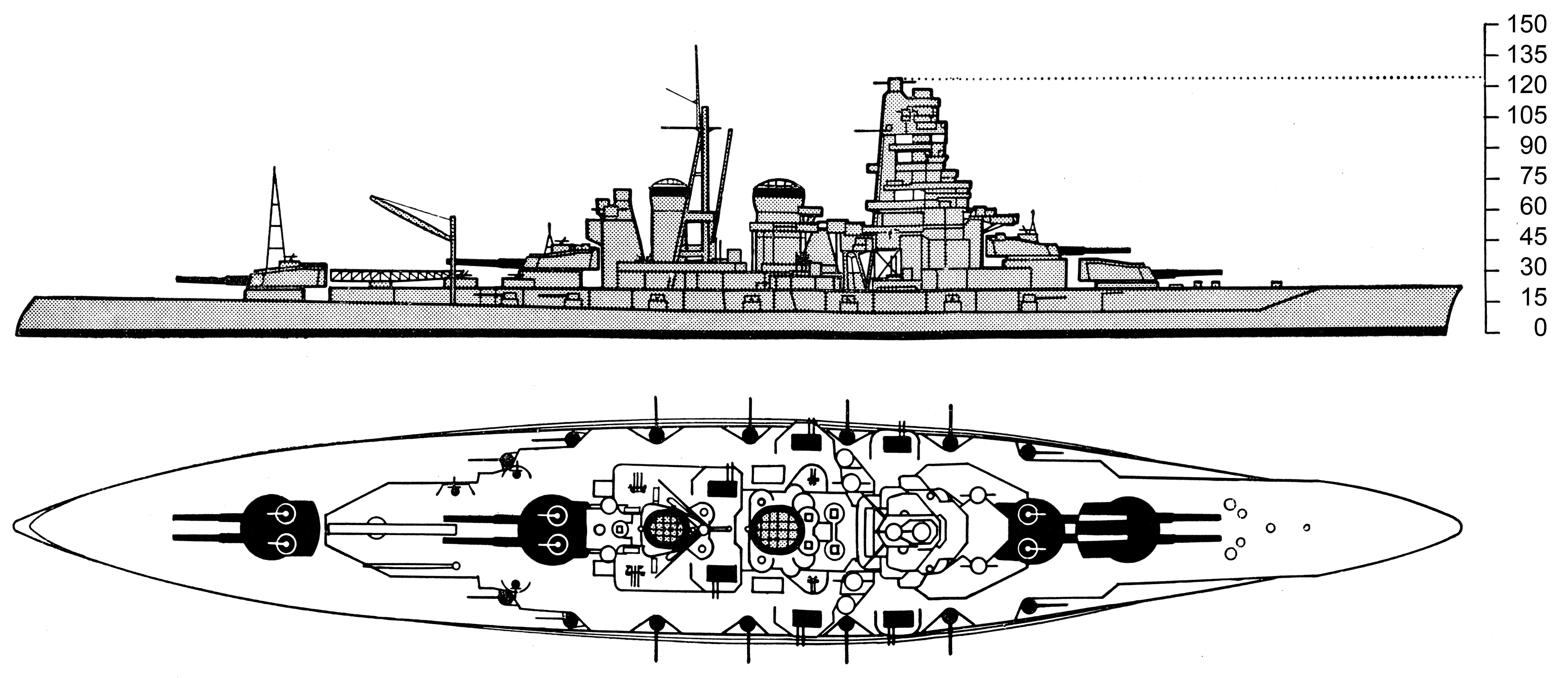
Desenho da Classe Kongō após suas modernizações para couraçados

O Kongō foi o primeiro cruzador de batalha da Marinha Imperial Japonesa. A Classe Kongō era tão grande, cara e bem armada quanto um couraçado, porém abria mão de proteção para alcançar uma velocidade maior. Foram projetados pelo engenheiro britânico George Thurston e encomendados em 1910 no Decreto de Expansão Naval Emergencial em resposta ao britânico HMS Invincible. A classe foi projetada para se igualar aos cruzadores de batalha de outras grandes potências navais. O tamanho de seus canhões principais e o nível de sua blindagem, que compunha 23,3 por cento de seu deslocamento em 1913, eram muito superiores a de todos os outros navios capitais japoneses da época.
Como construído, o Kongō tinha 214,58 metros de comprimento de fora a fora, boca de 28,04 metros, calado de 8,22 metros e deslocamento normal de 27 384 toneladas. Seu sistema de propulsão era composto por 36 caldeiras Yarrow, que impulsionavam duas turbinas a vapor Parsons, cada uma girando duas hélices projetadas para produzir 65 mil cavalos-vapor (47,8 mil quilowatts) de potência. O Kongō era capaz de alcançar uma velocidade máxima 27,5 nós (50,9 quilômetros por hora). Ele carregava 4,3 mil toneladas de carvão e mil toneladas de óleo combustível, que era borrifado no carvão com o objetivo de aumentar sua taxa de queima, o que proporcionava um alcance de oito mil milhas náuticas (quinze mil quilômetros) a uma velocidade de catorze nós (26 quilômetros por hora).
A bateria principal tinha oito canhões de 356 milímetros montados em quatro torres de artilharia duplas, duas na proa e duas na popa. Seus armamentos secundários originalmente tinham dezesseis canhões de 152 milímetros/50 calibres em casamatas a meia-nau, além de oito canhões de 76 milímetros. O navio também foi equipado com oito tubos de torpedo submersos de 533 milímetros. O cinturão de blindagem superior tinha 152 milímetros de espessura, enquanto o cinturão inferior tinha 203 milímetros, com eles se afinando para 76 milímetros próximo da proa e da popa. O convés era protegido por uma blindagem que ia desde 38 milímetros até setenta milímetros de espessura. As torres de artilharia tinham placas de blindagem de até 229 milímetros de espessura. Por fim, a proteção da torre de comando chegava em até 229 milímetros de espessura.

## História

### Início de carreira

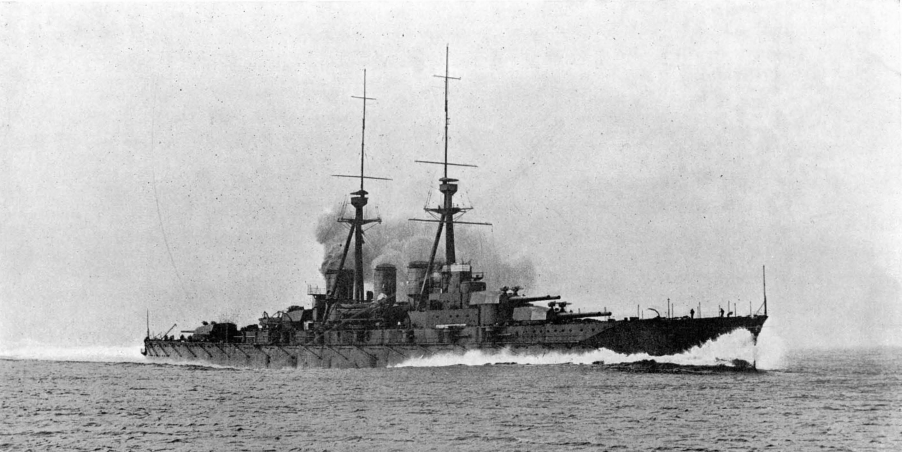
O Kongō em sua configuração de cruzador de batalha pré-1927

O batimento de quilha do Kongō ocorreu em 17 de janeiro de 1911, nos estaleiros da Vickers Shipbuilding and Engineering em Barrow-in-Furness, Reino Unido. O contrato do Japão com a Vickers estipulava que a primeira embarcação da classe seria construída pelo estaleiro britânico, enquanto as restantes seriam construídas por estaleiros japoneses. O lançamento do navio foi em 18 de maio de 1912, quando ele foi transferido para Portsmouth, onde seu processo de equipagem ocorreu. Todos os componentes usados na construção do Kongō foram produzidos no Reino Unido. Ele foi finalizado em 16 de abril de 1913, sendo comissionado na Marinha Imperial Japonesa em 16 de agosto. A embarcação partiu para o Japão doze dias depois. O navio ficou em uma doca em Singapura entre os dias 20 e 27 de outubro e chegou no Arsenal Naval de Yokosuka em 5 de novembro, sendo colocado na reserva primeira classe. Foi transferido em janeiro de 1914 para o Arsenal Naval de Kure a fim de passar por checagens de armamentos.
A Primeira Guerra Mundial começou em 3 de agosto e dois dias depois o Japão emitiu um aviso à Alemanha, ordenando que o país tirasse suas tropas de Tsingtao, na China. Os alemães não responderam e os japoneses declararam guerra em 23 de agosto, partindo para ocupar as possessões alemãs nas Ilhas Carolinas, Palau, Marshall e Marianas. O Kongō foi rapidamente designado para atuar no Pacífico Central a fim de patrulhar as linhas de comunicação com a Alemanha. O navio retornou para Yokosuka em 12 de setembro e, um mês depois, foi designado para integrar a Divisão de Couraçados 1. Ele e seu irmão Hiei partiram para a costa chinesa em outubro a fim de apoiarem unidades do Exército Imperial Japonês no Cerco de Tsingtao. O Kongō então retornou para a Base Naval de Sasebo para aprimoramentos em seus holofotes. Os dois cruzadores de batalha participaram do afundamento do antigo pré-dreadnought Iki como alvo de tiro em 3 de outubro de 1915; este era o antigo navio Imperator Nikolai I da Marinha Imperial Russa, que fora capturado em 1905 na Guerra Russo-Japonesa. A Marinha Imperial Japonesa pouco fez depois da Esquadra da Ásia Oriental alemã ter sido derrotada em dezembro de 1914. O Kongō passou o resto da guerra em Sasebo ou em patrulhas próximo do litoral chinês. A embarcação foi colocada em reserva segunda classe em dezembro de 1918. Em abril de 1919 recebeu um novo sistema de inundação de água do mar para seus depósitos de munição.
A assinatura do Tratado Naval de Washington, em 6 de fevereiro de 1922, limitou o tamanho da Marinha Imperial para uma razão de 5:5:3 com Reino Unido e Estados Unidos, significando que japoneses poderiam ter três navios capitais para cada cinco de britânicos e norte-americanos. Isto ocorreu porque o Japão estava restrito a um oceano, enquanto os outros tinham acesso a dois. O Japão mesmo assim ficou com mais navios que França e Itália. O tratado também proibiu a construção de novos navios capitais até 1931, com nenhuma embarcação podendo exceder 36 mil toneladas de deslocamento. Foi permitido que navios capitais existentes fossem aprimorados com protuberâncias antitorpedo e conveses blindados, contanto que essas modificações não excedessem três mil toneladas. Na época que o tratado foi totalmente implementado, o Japão tinha três classes de navios capitais da época da Primeira Guerra Mundial: os cruzadores de batalha da Classe Kongō e os couraçados das classes Fusō e Ise.
O Kongō transportou o príncipe-herdeiro Hirohito, em abril de 1923, para uma visita oficial à Taiwan. O navio atracou em Yokosuka em novembro de 1924 para modificações no seu armamento principal, que melhoraram sua elevação e seus sistemas de controle de disparo. A embarcação passou por uma enorme modernização de sua superestrutura, em 1927, que a reconstruiu no estilo mastro pagode, com o objetivo de acomodar um número cada vez maior de sistemas de controle de disparo de seus armamentos. Seu equipamento de direção foi aprimorado em maio do ano seguinte e o Kongō pouco depois foi colocado na reserva, em preparação para enormes modificações e reconstruções.

### Reconstrução

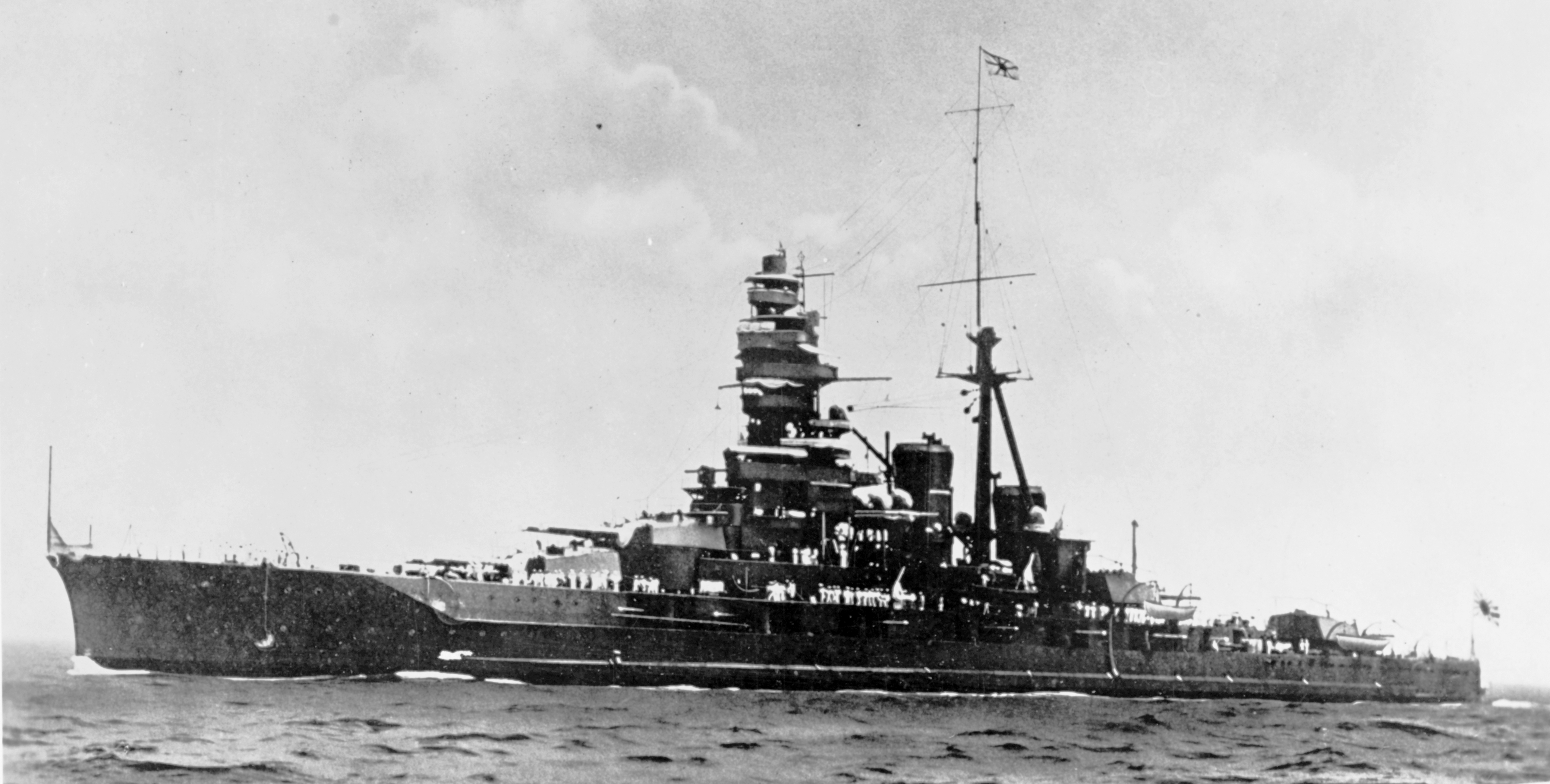
O Kongō c. 1931 depois de sua primeira reconstrução

O Japão decidiu aprimorar seus navios capitais da Primeira Guerra Mundial. O Kongō iniciou em setembro de 1929 uma enorme modernização em uma doca seca do Arsenal Naval de Yokosuka. No decorrer dos dois anos seguintes, sua blindagem horizontal perto dos depósitos de munição foi fortalecida e os espaços de máquinas dentro do casco receberam proteção a mais contra torpedos. Protuberâncias antitorpedo foram adicionadas na linha d'água, como permitido pelo Tratado Naval de Washington. A embarcação foi modificada para acomodar três hidroaviões, porém nenhuma catapulta foi instalada. Todas as suas 36 caldeiras foram removidas e substituídas por dezesseis modelos mais novos, enquanto quatro novas turbinas Brown-Curtis foram instaladas. A chaminé dianteira foi removida e a segunda chaminé foi alargada e alongada. As modificações no seu casco aumentaram o peso da blindagem em quatro mil toneladas, violando os termos do Tratado Naval de Washington. O Kongō passou a ser capaz de alcançar uma velocidade máxima de 29 nós (54 quilômetros por hora), sendo reclassificado em março de 1931 como um couraçado.
O Tratado Naval de Londres foi assinado em 22 de abril de 1930 e colocou ainda mais restrições nas forças navais dos cinco países signatários, incluindo o Japão. Vários dos couraçados mais antigos e obsoletos foram descartados e a proibição da construção de novos foi ampliada. A primeira reconstrução do Kongō foi finalizada oficialmente no dia 31 de março de 1931. A embarcação foi designada para servir com a Divisão de Couraçados 1, em 31 de dezembro, dois meses depois da invasão japonesa da Manchúria, tornando-se também a capitânia da Frota Combinada. Telêmetros e holofotes adicionais foram instalados em sua superestrutura em janeiro de 1932, com o capitão Nobutake Kondō assumindo o comando do navio em dezembro. Uma catapulta para os hidroaviões foi finalmente instalada entre as duas torres de artilharia traseiras em 1933.
A Sociedade das Nações estabeleceu em 25 de fevereiro de 1933 que a invasão da Manchúria tinha violado a soberania chinesa. O Japão se recusou a aceitar o julgamento e saiu da organização no mesmo dia. Os japoneses também renunciaram de seus compromissos com o Tratado Naval de Washington e o Tratado Naval de Londres, dessa forma eliminando todas as restrições sobre o número e tamanho de seus navios de guerra. O Kongō foi colocado em reserva segunda classe em novembro de 1934, em preparação para mais modificações. O capitão Paul Wenneker, adido naval alemão no Japão, visitou o navio em 10 de janeiro de 1935 para demonstrações de artilharia.

### Pré-guerra

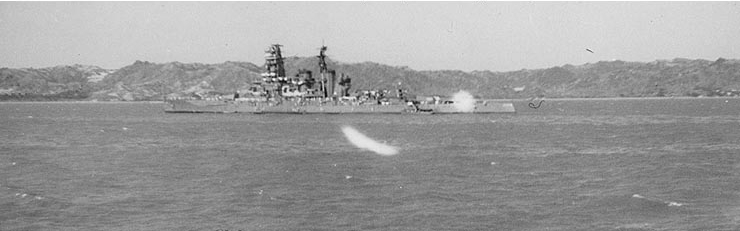
O Kongō na China em outubro de 1938

O Kongō foi colocado em uma doca seca do Arsenal Naval de Yokosuka em 1º de junho de 1935 em preparação para melhoramentos que permitiriam que ele atuasse como a escolta da frota cada vez maior de porta-aviões japoneses. Sua popa foi alongada em 7,9 metros para melhorar sua razão de finura. Suas dezesseis caldeiras instaladas na última modernização foram removidas e substituídas por onze modelos Kampon, enquanto as turbinas também foram trocadas por modelos mais novos. Além disso, sua ponte de comando foi reconstruída na superestrutura dianteira de acordo com o estilo mastro pagode, já a catapulta foi aprimorada para pode lançar hidroaviões de reconhecimento Nakajima E8N e Kawanishi E7K.
Sua blindagem foi bastante aprimorada. O cinturão principal foi fortalecido para uma espessura uniforme de 203 milímetros, enquanto anteparas diagonais de profundidades de 127 a 203 milímetros também foram adicionadas para reforçar o cinturão. As proteções das torres de artilharia foram fortalecidas para 254 milímetros, com 102 milímetros de blindagem sendo instalados em partes do convés. A proteção dos depósitos de munição também foi fortalecida para cem milímetros de espessura. Os armamentos também foram reformulados, com os antigos canhões de 76 milímetros sendo substituídos por oito canhões de duplo-propósito de 127 milímetros/40 calibres, instalados em montagens duplas na dianteira e traseira da superestrutura. A reconstrução foi finalizada em 8 de janeiro de 1937. O Kongō passou a alcançar trinta nós (56 quilômetros por hora), mesmo com um aumento significativo do seu deslocamento, sendo reclassificado como um couraçado rápido.
O Kongō foi designado para o Distrito Naval de Sasebo em fevereiro de 1937, enquanto em dezembro ele foi colocado sob o comando de Takeo Kurita na Divisão de Couraçados 3. Dois hidroaviões do navio bombardearam a cidade chinesa de Fuzhou em abril de 1938 durante a Segunda Guerra Sino-Japonesa. A embarcação navegou pelo litoral chinês entre 1938 e 1939 em apoio a operações na guerra. O capitão Raizō Tanaka assumiu o comando do Kongō em novembro de 1939. Blindagem adicional foi instalada entre novembro de 1940 e abril de 1941 nas barbetas e tubos de munição, enquanto os equipamentos de ventilação e combate a incêndio foram melhorados. O navio foi colocado novamente na Divisão de Couraçados 3 em agosto de 1941 sob o comando do vice-almirante Gunichi Mikawa, tendo a companhia de seus irmãos Hiei, Kirishima e Haruna.

### Segunda Guerra

#### Primeiros anos
O Kongō e o Haruna deixaram a Ilha Hashira em 19 de novembro de 1941 como parte do Corpo Principal da Força Sul. O Corpo Principal chegou no litoral sul da Tailândia e norte do da Malásia em 4 de dezembro de 1941, em preparação para a invasão de ambos que começou quatro dias depois. A Força Z britânica, que consistia no couraçado HMS Prince of Wales e no cruzador de batalha HMS Repulse, foi rapidamente derrotada por aeronaves japoneses decoladas da Indochina Francesa e o Kongō recuou da área. Seu grupo de batalha depois partiu da Indochina por três dias em meados a fim de proteger um comboio de reforços viajando para a Malásia, fazendo o mesmo no dia 18 com o objetivo de dar cobertura para os desembarques do Exército Imperial no Golfo de Lingayen, nas Filipinas. O Corpo Principal deixou a Baía de Cam Ranh no dia 23 e chegou em Taiwan dois dias depois. O couraçado e os cruzadores pesados Takao e Atago proporcionaram cobertura distante para ataques aéreos em Amboíno em janeiro de 1942.

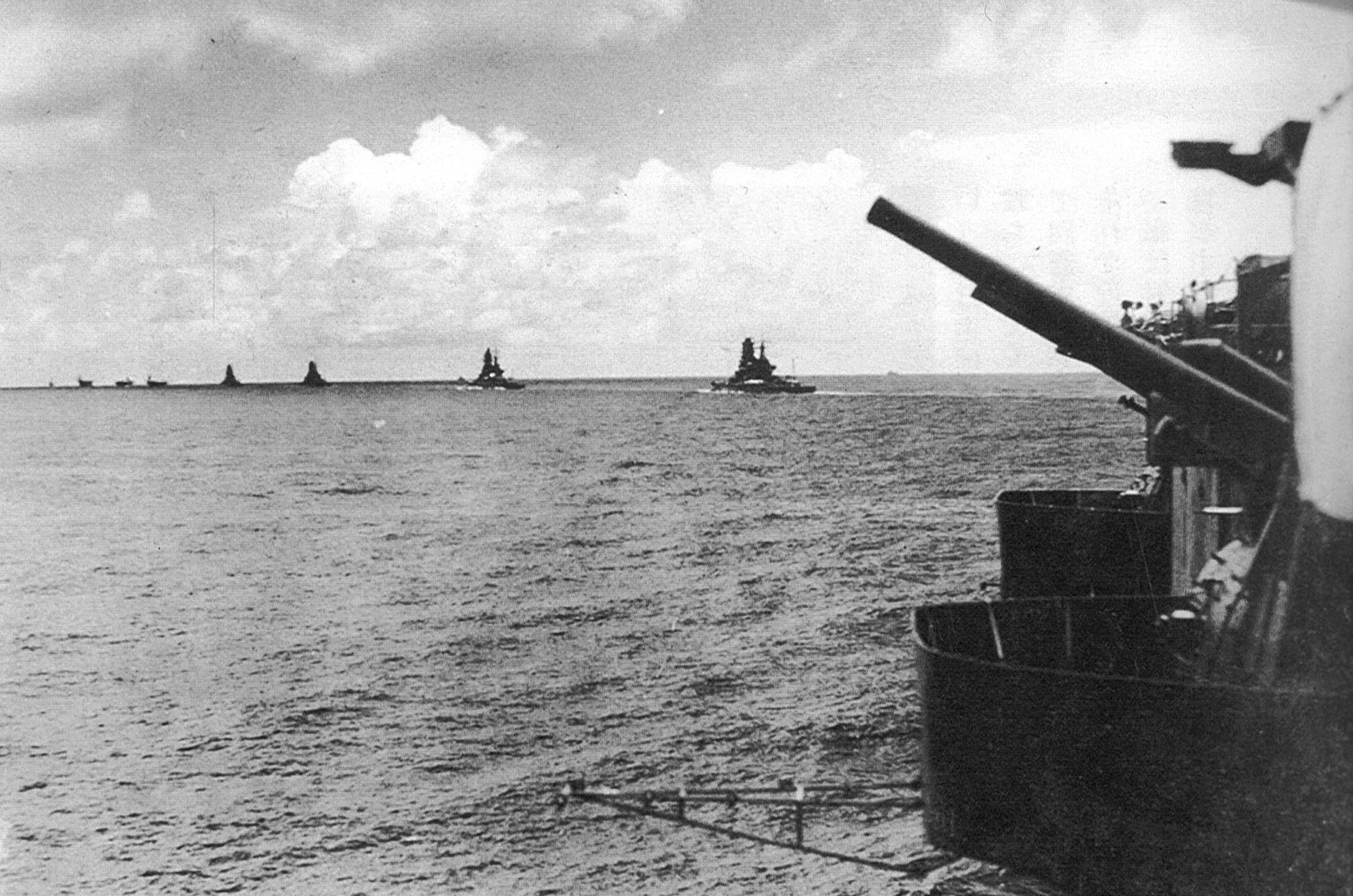
A força japonesa seguindo para o Oceano Índico em 30 de março de 1942; o Kongō é o último navio da linha de batalha

O Japão começou a se preparar em 21 de fevereiro para a Operação J, a invasão das Índias Ocidentais Holandesas, com uma força formada pelo Kongō, Haruna, quatro porta-aviões, cinco cruzadores pesados e vários navios de apoio. A Divisão de Couraçados 3 proporcionou cobertura para ataques aéreos contra Java no dia 25. O Kongō bombardeou a Ilha Natal, próxima do litoral ocidental da Austrália, em 7 de março e então retornou para a Baía de Staring, onde passou quinze dias em prontidão. A embarcação juntou-se a cinco porta-aviões em abril para um ataque contra Colombo e Trincomalee, no Ceilão. Os cruzadores pesados britânicos HMS Dorsetshire e HMS Cornwall foram afundados por ataques aéreos em 5 de abril e os japoneses em seguida moveram-se para localizar o restante da Frota Oriental britânica. Um dos aviões de reconhecimento do Haruna avistou o porta-aviões HMS Hermes no dia 9 e ele foi afundado por ataques aéreos no mesmo dia, com o Kongō tendo conseguido escapar do ataque de nove bombardeiros britânicos. A Divisão de Couraçados 3 retornou para o Japão pouco depois. O Kongō chegou em Sasebo em 22 de abril e entrou numa doca seca no dia seguinte para reconfiguração de seus armamentos antiaéreos, sendo liberado em 2 de maio.
O Kongō partiu em 27 de maio junto com o Hiei e os cruzadores pesados Atago, Chōkai, Myōkō e Haguro como parte da força comandada pelo agora vice-almirante Kondō que invadiria o Atol Midway. Entretanto, a Frota Combinada sofreu uma derrota desastrosa na resultante Batalha de Midway em 4 de junho e quatro porta-aviões de grande porte foram afundados, com a força de Kondō recuando para o Japão. O couraçado foi designado em 14 de julho como a capitânia da reestrutura Divisão de Couraçados 3. O Kongō entrou em uma doca seca do Arsenal Naval de Kure em agosto para receber um radar de detecção de superfície e telêmetros adicionais. As quatro embarcações da Classe Kongō, três porta-aviões e vários navios menores partiram em setembro em resposta aos desembarques do Corpo de Fuzileiros Navais dos Estados Unidos em Guadalcanal, nas Ilhas Salomão. Esta força tarefa recebeu ordens em 20 de setembro para retornarem para a base de Truk.
O Exército Imperial decidiu reforçar suas tropas na Campanha de Guadalcanal após a Batalha do Cabo Esperança. O almirante Isoroku Yamamoto enviou o Kongō, Haruna, um cruzador rápido e nove contratorpedeiros para bombardearem a base americana de Campo Henderson com o objetivo de impedir que seus comboios fossem atacados por aeronaves. Os couraçados, por sua velocidade, podiam bombardear o campo de pouso e recuar antes de serem alvos de ataques aéreos vindos de bases em terra ou de porta-aviões. Os dois navios bombardearam Henderson na noite de 13 e 14 de outubro de uma distância de quinze quilômetros, disparando 973 projéteis explosivos de 356 milímetros. Foi a ação japonesa com couraçados mais bem-sucedida da guerra, tendo danificado as duas pistas de pouso, destruído quase todo o combustível de avião, destruído ou danificado 48 das noventas aeronaves e matado 41 fuzileiros. Um grande comboio de suprimentos e reforços desembarcou em Guadalcanal no dia seguinte.
O Kongō foi atacado por quatro torpedeiros Grumman TBF Avenger em 26 de outubro na Batalha das Ilhas Santa Cruz, porém não foi atingido. A embarcação e outros navios proporcionaram uma cobertura distante em meados de novembro para uma tentativa fracassada de bombardear Henderson e entregar novos reforços em Guadalcanal. O Hiei e o Kirishima foram afundados na Batalha Naval de Guadalcanal entre 13 e 15 de novembro e a Divisão de Couraçados 3 voltou para Truk, onde permaneceu pelo restante do ano.

#### Entre bases

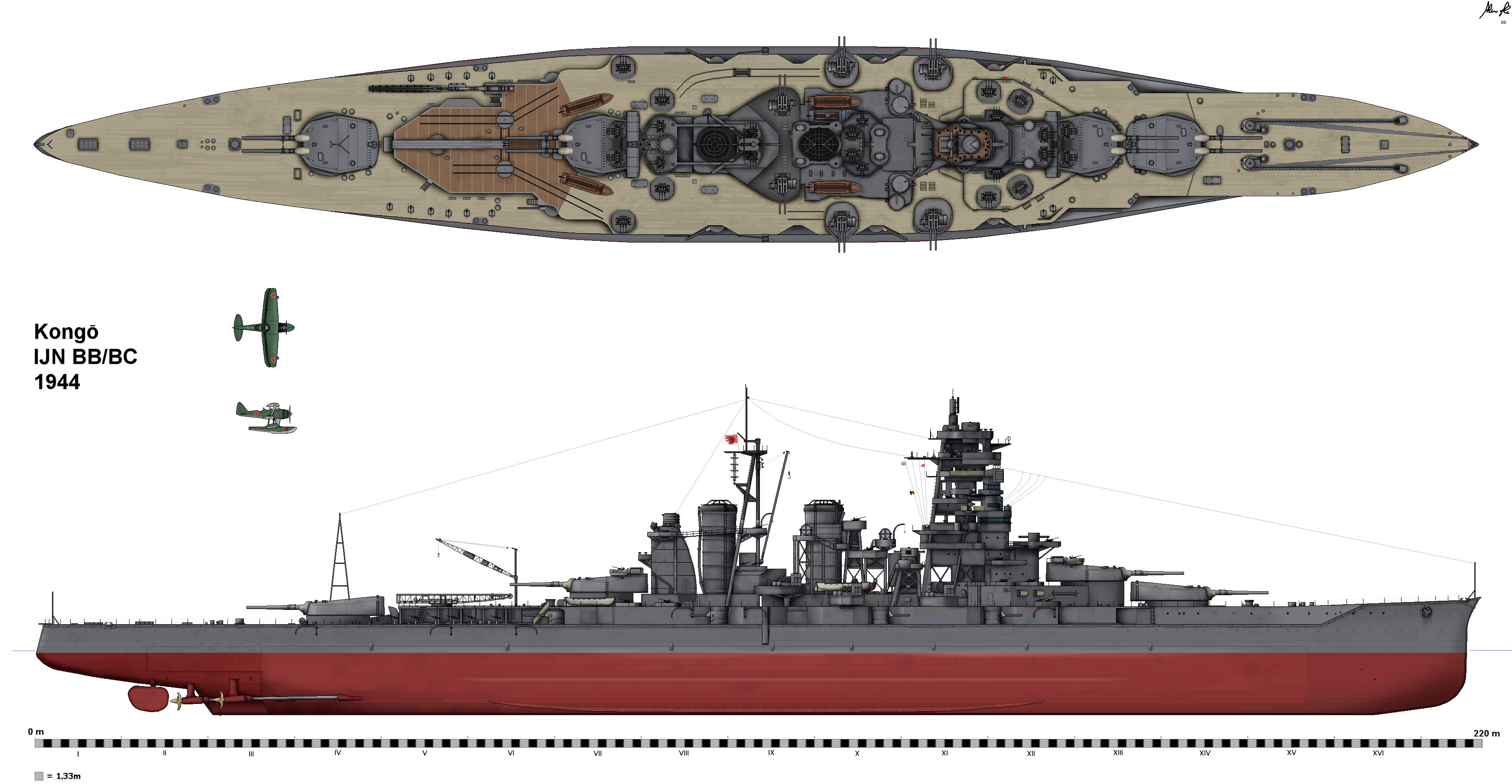
Configuração do Kongō em 1944

O couraçado não enfrentou inimigos em 1943. Ele participou no final de janeiro da Operação Ke como parte de uma força de distração e cobertura distante de apoio aos contratorpedeiros que evacuaram as tropas de Guadalcanal. A Divisão de Couraçados 3 foi transferida de Truk para o Distrito Naval de Kure de 15 a 20 de fevereiro. O Kongō entrou em uma doca seca em 27 de fevereiro para receber aprimoramentos em sua bateria antiaérea, com a adição de seis canhões de 25 milímetros em montagens triplas e a remoção de dois canhões de 152 milímetros, além da adição de uma proteção de concreto perto dos equipamentos de direção na popa.
O Kongō partiu em 17 de maio com a Divisão de Couraçados 3, o Musashi, dois porta-aviões, dois cruzadores e nove contratorpedeiros em resposta à invasão de Attu. O submarino norte-americano USS Sawfish avistou a força tarefa, porém não conseguiu atacar. As embarcações chegaram em Yokosuka em 22 de maio, recebendo a companhia de mais três porta-aviões e dois cruzadores rápidos. Esta força foi desfeita depois de Attu ser tomada pelo Exército dos Estados Unidos antes que as preparações necessárias para um contra-ataque tivessem sido finalizadas.
A embarcação deixou Truk novamente em 17 de outubro como parte de uma força tarefa de cinco couraçados, três porta-aviões, oito cruzadores pesados, três cruzadores rápidos e vários contratorpedeiros. Eles partiram em resposta aos ataques aéreos norte-americanos contra a Ilha Wake. As duas forças não se avistaram e os japoneses retornaram para Truk no dia 26 e pouco depois para o Japão. O Kongō chegou em Sasebo em 16 de dezembro para manutenção e treinamentos no Mar Interior de Seto.

#### Últimas ações

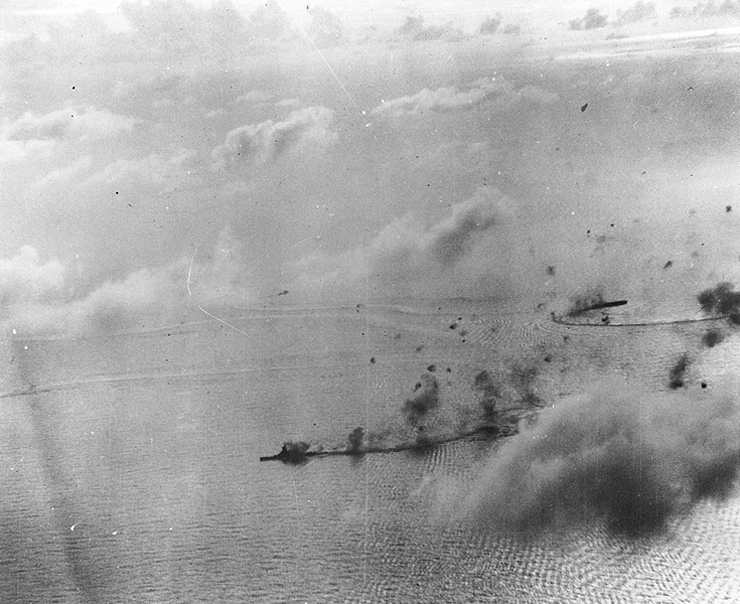
O Kongō sob ataque na Batalha do Mar das Filipinas em 20 de junho de 1944

O Kongō teve sua bateria antiaérea reconfigurada em janeiro de 1944. Seis canhões de 152 milímetros e duas montagens duplas de 25 milímetros foram removidas e substituídas por quatro canhões de 127 milímetros e quatro montagens triplas de 25 milímetros. A Divisão de Couraçados 3 partiu de Kure em 8 de março e chegou em Lingga no dia 14, realizando treinamentos até 11 de maio. No mesmo dia o navio seguiu para Tawi-Tawi junto com a Força Móvel do vice-almirante Jisaburō Ozawa, onde juntaram-se com a Força C do vice-almirante Takeo Kurita. A Força Móvel seguiu para as Ilhas Marianas em 13 de junho. Na resultante Batalha do Mar das Filipinas, o Kongō escoltou porta-aviões rápidos e não foi danificado em 20 de junho pelo contra-ataque de porta-aviões dos Estados Unidos. Ele voltou para o Japão e recebeu 53 canhões de 25 milímetros em montagens únicas e triplas, com o número total passando de cem. Mais dois canhões de 152 milímetros foram removidos em agosto e dezesseis de 25 milímetros instalados.
O navio deixou Lingga em outubro em preparação para a Operação Shō-Gō, um contra-ataque japonês que resultou na Batalha do Golfo de Leyte no final do mês, a maior batalha naval da história. O Kongō não foi danificado por quase vários acertos de aeronaves norte-americanas em 24 de outubro na Batalha do Mar de Sibuyan. No dia seguinte, na Batalha de Samar, o couraçado fez parte da Força Central de Kurita e enfrentou os navios da Força Tarefa 77 norte-americana, um grupo de porta-aviões de escolta e contratorpedeiros. Ele conseguiu acertar o porta-aviões de escolta USS Gambier Bay várias vezes, além dos contratorpedeiros USS Hoel e USS Heermann. A embarcação afundou o contratorpedeiro USS Samuel B. Roberts às 9h12min. Os norte-americanos montaram uma defesa ferrenha e conseguiram afundar três cruzadores pesados japoneses, com Kurita escolhendo recuar. O Kongō foi levemente danificado durante o recuo por cinco quase acertos de aeronaves em ataque. A frota chegou em Brunei no dia 28 de outubro.
Depois de um ataque aéreo norte-americano contra Brunei, o Kongō, Yamato, Nagato e o resto da Frota Combinada partiram para Kure em preparação para uma reorganização da frota e consertos. Eles entraram no Estreito de Formosa em 20 de novembro. Pouco depois da meia-noite do dia 21, o submarino USS Sealion fez contato de radar com a frota japonesa a uma distância de quarenta quilômetros. O Sealion manobrou em posição e disparou seis torpedos de proa contra o Kongō às 2h45min, seguido por mais três torpedos de popa contra o Nagato quinze minutos depois. Dois torpedos acertaram o Kongō a bombordo um minuto depois do lançamento, enquanto um terceiro acertou e afundou o contratorpedeiro Urakaze. Os acertos inundaram as duas salas de caldeiras do couraçado, porém ele ainda assim conseguiu manter uma velocidade de dezesseis nós (trinta quilômetros por hora). Sua velocidade caiu para onze nós (vinte quilômetros por hora) às 5h00min e a embarcação recebeu permissão para sair de formação e seguir para Keelung com os contratorpedeiros Hamakaze e Isokaze como escolta. Quinze minutos depois seu adernamento estava em 45 graus e a inundação fora de controle. Toda a energia foi perdida às 5h18min e foi dada a ordem de abandonar o navio. O depósito munição dianteiro das armas de 356 milímetros explodiu às 5h24min, enquanto a evacuação estava em andamento, com o Kongō afundando rapidamente. Houve aproximadamente 1,2 mil mortos, incluindo o comandante da Divisão de Couraçados 3 e seu capitão.

### Citações
1. 1 2 3 4   «Kongo-class Battleship». Combined Fleet. Consultado em 16 de maio de 2021
2. 1 2 3 4   Gardiner & Gray 1985, p. 234
3. 1 2 3 4 5 6 7 8 9 10   Jackson 2008, p. 27
4. ↑   Lengerer 2012, p. 145
5. ↑   Lengerer 2012, p. 156
6. ↑   Lengerer 2012, p. 152
7. 1 2   Moore 1990, p. 165
8. ↑   Stille 2008, p. 14
9. 1 2 3 4 5 6 7 8 9 10 11 12 13 14 15 16 17   Hackett, Bob; Kingsepp, Sander; Ahlberg, Lars (4 de maio de 2016). «IJN Battleship Kongo: Tabular Record of Movement». Combined Fleet. Consultado em 17 de maio de 2021
10. ↑   McLaughlin 2003, pp. 44–45
11. ↑   Jackson 2000, p. 67
12. ↑   Jackson 2000, p. 68
13. ↑   Jackson 2000, p. 69
14. ↑   Stille 2008, p. 15
15. 1 2 3 4 5   Stille 2008, p. 16
16. 1 2   Jackson 2000, p. 72
17. ↑   Willmott 2002, p. 35
18. 1 2 3 4 5   Stille 2008, p. 18
19. ↑   McCurtie 1989, p. 185
20. ↑   DiGiulian, Tony (6 de janeiro de 2021). «12.7 cm/40 (5") Types 88 and 89». NavWeaps. Consultado em 19 de maio de 2021
21. 1 2 3   Stille 2008, p. 19
22. ↑   Boyle 1998, p. 368
23. ↑   Boyle 1998, p. 370
24. ↑   Schom 2004, p. 296
25. ↑   Willmott 2002, p. 100
26. 1 2   Schom 2004, p. 382
27. ↑   Swanston & Swanston 2007, p. 220
28. ↑   Swanston & Swanston 2007, p. 223
29. ↑   Willmott 2002, p. 141
30. 1 2   Stille 2007, p. 20
31. ↑   Steinberg 1980, p. 49
32. ↑   Boyle 1998, p. 508
33. 1 2   Wheeler 1980, p. 183
34. ↑   Wheeler 1980, p. 184